# Adolf Fredrik của Thụy Điển
Adolf Fredrik hay Adolph Frederick (tiếng Đức: Adolf Friedrich; 14 tháng 5 năm 1710 – 12 tháng 2 năm 1771) là Quốc vương Thụy Điển từ năm 1751 đến khi qua đời. Ông là con trai của Christian August xứ Holstein-Gottorp, Thân vương xứ Eutin và Albertina Friederike xứ Baden-Durlach và là bác của Yekaterina Đại đế.
Là vị quân chủ đầu tiên của Vương tộc Holstein-Gottorp, Adolf Fredrik là một vị vua yếu kém và được phong làm người đầu tiên kế vị ngai vàng sau thất bại của chính phủ nghị viện trong việc tái chiếm các tỉnh Baltic vào năm 1741–1743. Ngoài một vài nỗ lực của ông, được ủng hộ bởi các phe phái theo chủ nghĩa chuyên chế trong giới quý tộc nhằm tái lập lại chế độ quân chủ chuyên chế, Adolf Fredrik chỉ đơn thuần là người đứng đầu hiến pháp cho đến khi qua đời.
Triều đại của Adolf Fredrik chứng kiến một thời kỳ hòa bình kéo dài trong nội bộ. Tuy nhiên, nền tài chính bị đình trệ sau khi các học thuyết trọng thương do chính quyền đảng Hat theo đuổi thất bại. Chính quyền Hat kết thúc trong quốc hội 1765–1766, nơi phe đối lập là đảng Cap tiếp quản chính phủ và ban hành các cải cách hướng nhiều hơn tới chủ nghĩa tự do kinh tế, cũng như Đạo luật Tự do Báo chí. Đạo luật Tự do Báo chí trở nên độc nhất vào thời điểm đó vì nó hạn chế mọi hoạt động kiểm duyệt và chỉ duy trì các biện pháp trừng phạt đối với hành vi phỉ báng Quốc vương hoặc Giáo hội Thụy Điển.

## Tiểu sử
Cha của Adolf Fredrik là Christian August (1673–1726) là Công tước và Vương tử trẻ tuổi của Schleswig-Holstein-Gottorp, Thân vương Giám mục xứ Lübeck, và là người cai quản các Công quốc xứ Holstein-Gottorp cho người họ hàng là Karl Friedrich trong Đại chiến Bắc Âu. Mẹ của Adolf Fredrik, Albertina Friederike xứ Baden-Durlach (1682–1755) là hậu duệ triều đại trước đó của Thụy Điển, bà là chắt của Katarina của Thụy Điển, mẹ của Karl X của Thụy Điển. Về phía nhà ngoại, Adolf Fredrik là hậu duệ của Gustav Vasa và Christine Magdalena, chị gái Karl X.

## Triều đại

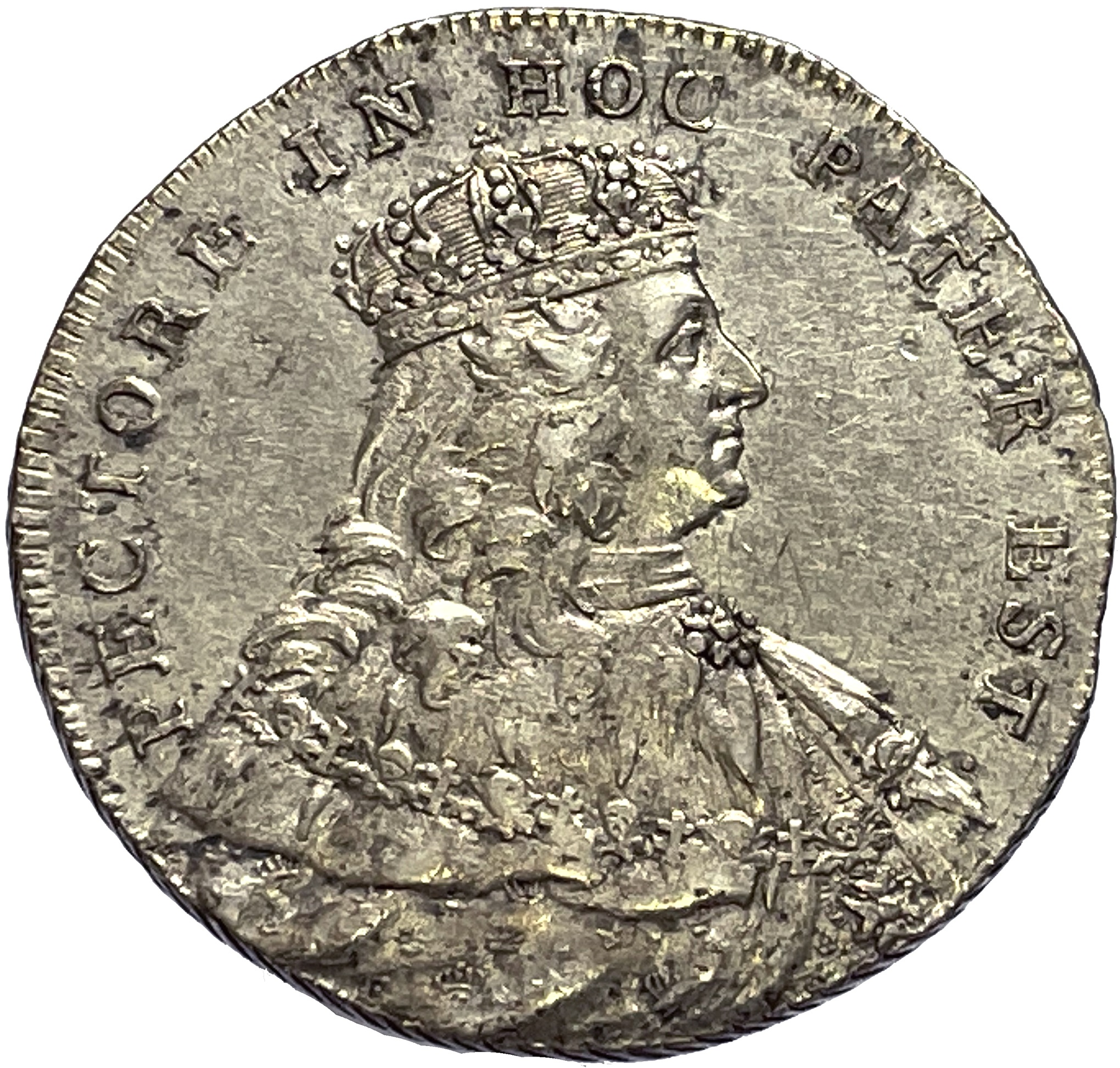
Huy chương đăng quang 1751

Từ năm 1727 đến năm 1750, Adolf Fredrik là Thân vương Giám mục xứ Lübeck. Sau khi người anh họ là Karl Friedrich, Công tước xứ Holstein-Gottorp qua đời vào năm 1739, Adolf Fredrik trở thành người cai quản Holstein-Kiel khi con trai của Công tước là Karl Peter Ulrich còn nhỏ, người sau này trở thành Pyotr III của Nga.

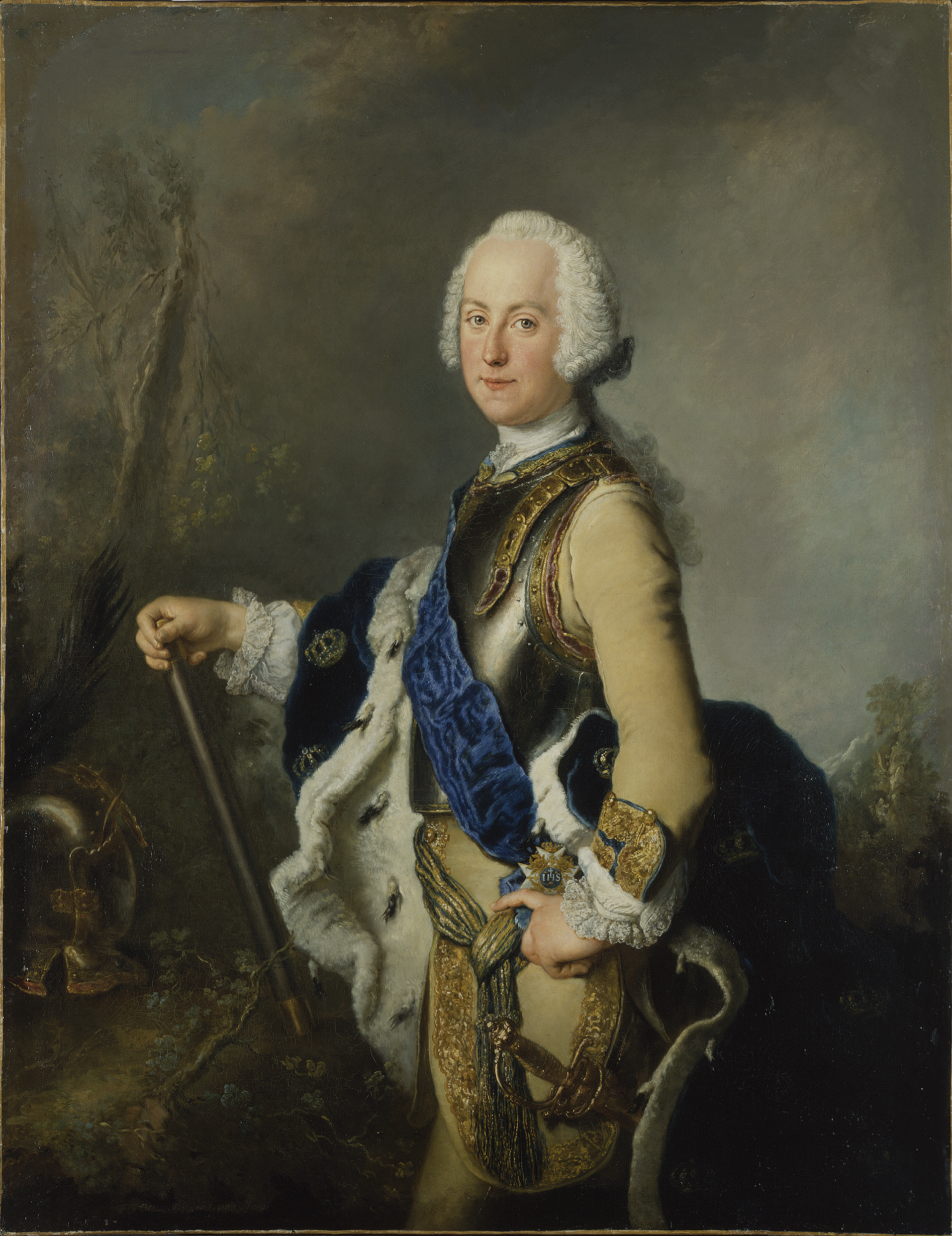
Adolf Fredrick bởi Antoine Pesne, k. 1743

Năm 1743, Adolf Fredrik được phe Hat (tiếng Thụy Điển: Hattarna) bầu làm người thừa kế ngai vàng Thụy Điển. Phe Hat muốn có được địa vị tốt hơn tại Hiệp ước Åbo từ Nữ hoàng Elizaveta của Nga. Adolf Fredrik kế vị ngai vàng Thụy Điển vào ngày 25 tháng 3 năm 1751.
Trong suốt 20 năm trị vì, Adolf Fredrik chẳng hơn gì so với một vị vua bù nhìn trong khi quyền lực thực sự nằm trong tay Riksdag Estates, nơi thường trải qua các xung đột đảng phái. Ông đã hai lần cố gắng giải thoát mình khỏi sự giám hộ của các estates, lần đầu tiên là vào năm 1756. Được người vợ là Luise Ulrike của Phổ (em gái Friedrich Đại đế) thúc đẩy, Adolf Fredrik cố gắng giành lại một phần đặc quyền đã bị giảm bớt thông qua Đảo chính năm 1756 để bãi bỏ quyền cai trị của Riksdag Estates và tái lập chế độ quân chủ chuyên chế ở Thụy Điển, hậu quả là ông gần như mất ngai vàng. Lần thứ hai là vào cuộc khủng hoảng tháng 12 năm 1768, dưới sự chỉ đạo của con trai cả Gustav, Adolf Fredrik đã thành công trong việc lật đổ viện nguyên lão phe "Cap" (tiếng Thụy Điển: Mössorna) nhưng không tận dụng được chiến thắng của mình.

## Qua đời
Adolf Fredrik đột ngột qua đời tại Stockholm vào ngày 12 tháng 2 năm 1771 với các triệu chứng giống như suy tim hoặc ngộ độc. Những câu chuyện phổ biến về cái chết của Nhà vua là do một bữa ăn lớn (bao gồm tôm hùm, trứng cá muối, dưa cải muối, cá trích hun khói và rượu sâm banh cũng như 14 phần tráng miệng yêu thích của ông là bánh ngọt semla và sữa nóng) được coi là tuyên truyền theo các tác giả hiện đại.
Sau khi Adolf Fredrik qua đời, con trai Gustav III lên nắm quyền vào năm 1772 trong một cuộc đảo chính quân sự và tái lập lại chế độ chuyên chế.

## Di sản
Adolf Fredrik được coi là bị lệ thuộc vào người khác, một nhà cai trị yếu đuối và thiếu đi tài năng của một chính khách. Tuy nhiên, ông được cho là một người chồng tốt, một người cha chu đáo và là một người chủ dịu dàng với những người hầu cận. Adolf Fredrik có năng khiếu khoa học và đặc biệt quan tâm đến thiên văn học, cũng như năng khiếu về các vấn đề quân sự và âm nhạc. Trò tiêu khiển yêu thích của ông là làm đồ gỗ, đặc biệt là làm hộp đựng thuốc hít mà ông dành rất nhiều thời gian để làm. Lòng hiếu khách và sự thân thiện của Adolf Fredrik được chứng kiến bởi nhiều người đã vô cùng thương tiếc Nhà vua khi ông qua đời.

## Con cái
Trong cuộc hôn nhân với Vương nữ Luise Ulrike của Phổ, Adolf Fredrik có năm người con:
1. (Người con chết lưu) (18 tháng 2 năm 1745 tại Stockholm)
2. Gustav III (1746–1792)
3. Karl XIII (1748–1818)
4. Fredrik Adolf (1750–1803)
5. Sofia Albertina (1753–1829)

Với Jeanne Du Londel, Adolf Fredrik có một người con trai:
1. Adolf Fredriksson (k. 1734-1771), Đại úy trong quân đội Thụy Điển.[13]

Với Marguerite Morel ông có một người con trai qua đời khi còn nhỏ:
1. Frederici (k. 1761 - 1771)[14]

Adolf Fredrik có thể là cha đẻ của Lolotte Forssberg theo Ulla von Liewen, nhưng điều này chưa bao giờ được xác nhận.

## Tổ tiên
| \| \| \| \| \| \| \| \| \| \| \| 8. Friedrich III, Công tước xứ Holstein-Gottorp (=14) \| \| \| \| \| \| \| \| \| \| \| \| \| \| \| \| \| \| \| \| \| \| \| \| \| \| \| \| \| \| \| \| \| \| \| \| \| \| \| \| \| \| \| \| \| \| \| \| \| \| \| 4. Christian Albrecht, Công tước xứ Holstein-Gottorp \| \| \| \| \| \| \| \| \| \| \| \| \| \| \| \| \| \| \| \| \| \| \| \| \| \| \| \| \| \| \| \| \| \| \| \| \| \| \| \| \| \| \| \| \| \| \| \| \| \| \| \| \| \| \| \| \| \| \| \| 9. Maria Elisabeth xứ Sachsen (=15) \| \| \| \| \| \| \| \| \| \| \| \| \| \| \| \| \| \| \| \| \| \| \| \| \| \| \| \| \| \| \| \| \| \| \| \| \| \| \| \| \| \| \| \| \| \| \| \| \| \| \| \| \| \| \| \| \| \| \| \| 2. Christian August xứ Holstein-Gottorp, Thân vương xứ Eutin \| \| \| \| \| \| \| \| \| \| \| \| \| \| \| \| \| \| \| \| \| \| \| \| \| \| \| \| \| \| \| \| \| \| \| \| \| \| \| \| \| \| \| \| \| \| \| \| \| \| \| \| \| \| \| \| \| \| \| \| 10. Frederik III của Đan Mạch \| \| \| \| \| \| \| \| \| \| \| \| \| \| \| \| \| \| \| \| \| \| \| \| \| \| \| \| \| \| \| \| \| \| \| \| \| \| \| \| \| \| \| \| \| \| \| \| \| \| \| \| \| \| \| \| \| \| \| \| 5. Frederikke Amalie của Đan Mạch \| \| \| \| \| \| \| \| \| \| \| \| \| \| \| \| \| \| \| \| \| \| \| \| \| \| \| \| \| \| \| \| \| \| \| \| \| \| \| \| \| \| \| \| \| \| \| \| \| \| \| \| \| \| \| \| \| \| \| \| 11. Sophie Amalie xứ Braunschweig-Calenberg \| \| \| \| \| \| \| \| \| \| \| \| \| \| \| \| \| \| \| \| \| \| \| \| \| \| \| \| \| \| \| \| \| \| \| \| \| \| \| \| \| \| \| \| \| \| \| \| \| \| \| \| \| \| \| \| \| \| \| \| 1. Adolf Fredrik của Thụy Điển \| \| \| \| \| \| \| \| \| \| \| \| \| \| \| \| \| \| \| \| \| \| \| \| \| \| \| \| \| \| \| \| \| \| \| \| \| \| \| \| \| \| \| \| \| \| \| \| \| \| \| \| \| \| \| \| \| \| \| \| 12. Friedrich VI, Phiên địa Bá tước xứ Baden-Durlach \| \| \| \| \| \| \| \| \| \| \| \| \| \| \| \| \| \| \| \| \| \| \| \| \| \| \| \| \| \| \| \| \| \| \| \| \| \| \| \| \| \| \| \| \| \| \| \| \| \| \| \| \| \| \| \| \| \| \| \| 6. Friedrich VII, Phiên địa Bá tước xứ Baden-Durlach \| \| \| \| \| \| \| \| \| \| \| \| \| \| \| \| \| \| \| \| \| \| \| \| \| \| \| \| \| \| \| \| \| \| \| \| \| \| \| \| \| \| \| \| \| \| \| \| \| \| \| \| \| \| \| \| \| \| \| \| 13. Christine Magdalena xứ Pfalz-Zweibrücken \| \| \| \| \| \| \| \| \| \| \| \| \| \| \| \| \| \| \| \| \| \| \| \| \| \| \| \| \| \| \| \| \| \| \| \| \| \| \| \| \| \| \| \| \| \| \| \| \| \| \| \| \| \| \| \| \| \| \| \| 3. Albertina Friederike xứ Baden-Durlach \| \| \| \| \| \| \| \| \| \| \| \| \| \| \| \| \| \| \| \| \| \| \| \| \| \| \| \| \| \| \| \| \| \| \| \| \| \| \| \| \| \| \| \| \| \| \| \| \| \| \| \| \| \| \| \| \| \| \| \| 14. Friedrich III, Công tước xứ Holstein-Gottorp (=8) \| \| \| \| \| \| \| \| \| \| \| \| \| \| \| \| \| \| \| \| \| \| \| \| \| \| \| \| \| \| \| \| \| \| \| \| \| \| \| \| \| \| \| \| \| \| \| \| \| \| \| \| \| \| \| \| \| \| \| \| 7. Augusta Maria xứ Holstein-Gottorp \| \| \| \| \| \| \| \| \| \| \| \| \| \| \| \| \| \| \| \| \| \| \| \| \| \| \| \| \| \| \| \| \| \| \| \| \| \| \| \| \| \| \| \| \| \| \| \| \| \| \| \| \| \| \| \| \| \| \| \| 15. Maria Elisabeth xứ Sachsen (=9) \| \| \| \| \| \| \| \| \| \| \| \| \| \| \| \| \| \| \| \| \| \| \| \| \| \| \| \| \| \| \| \| \| \| \| \| \| \| \| \| \| \| \| |                                                              |  |  |  |  |  |  |  |  |                                                       |  |  |  |
| |                                                              |  |  |  |  |  |  |  |  | 8. Friedrich III, Công tước xứ Holstein-Gottorp (=14) |  |  |  |
| |                                                              |  |  |  |  |  |  |  |  |                                                       |  |  |  |
| |                                                              |  |  |  |  |  |  |  |  |                                                       |  |  |  |
| |                                                              |  |  |  |  |  |  |  |  |                                                       |  |  |  |
| | 4. Christian Albrecht, Công tước xứ Holstein-Gottorp         |  |  |  |  |  |  |  |  |                                                       |  |  |  |
| |                                                              |  |  |  |  |  |  |  |  |                                                       |  |  |  |
| |                                                              |  |  |  |  |  |  |  |  |                                                       |  |  |  |
| |                                                              |  |  |  |  |  |  |  |  |                                                       |  |  |  |
| | 9. Maria Elisabeth xứ Sachsen (=15)                          |  |  |  |  |  |  |  |  |                                                       |  |  |  |
| |                                                              |  |  |  |  |  |  |  |  |                                                       |  |  |  |
| |                                                              |  |  |  |  |  |  |  |  |                                                       |  |  |  |
| |                                                              |  |  |  |  |  |  |  |  |                                                       |  |  |  |
| | 2. Christian August xứ Holstein-Gottorp, Thân vương xứ Eutin |  |  |  |  |  |  |  |  |                                                       |  |  |  |
| |                                                              |  |  |  |  |  |  |  |  |                                                       |  |  |  |
| |                                                              |  |  |  |  |  |  |  |  |                                                       |  |  |  |
| |                                                              |  |  |  |  |  |  |  |  |                                                       |  |  |  |
| | 10. Frederik III của Đan Mạch                                |  |  |  |  |  |  |  |  |                                                       |  |  |  |
| |                                                              |  |  |  |  |  |  |  |  |                                                       |  |  |  |
| |                                                              |  |  |  |  |  |  |  |  |                                                       |  |  |  |
| |                                                              |  |  |  |  |  |  |  |  |                                                       |  |  |  |
| | 5. Frederikke Amalie của Đan Mạch                            |  |  |  |  |  |  |  |  |                                                       |  |  |  |
| |                                                              |  |  |  |  |  |  |  |  |                                                       |  |  |  |
| |                                                              |  |  |  |  |  |  |  |  |                                                       |  |  |  |
| |                                                              |  |  |  |  |  |  |  |  |                                                       |  |  |  |
| | 11. Sophie Amalie xứ Braunschweig-Calenberg                  |  |  |  |  |  |  |  |  |                                                       |  |  |  |
| |                                                              |  |  |  |  |  |  |  |  |                                                       |  |  |  |
| |                                                              |  |  |  |  |  |  |  |  |                                                       |  |  |  |
| |                                                              |  |  |  |  |  |  |  |  |                                                       |  |  |  |
| | 1. Adolf Fredrik của Thụy Điển                               |  |  |  |  |  |  |  |  |                                                       |  |  |  |
| |                                                              |  |  |  |  |  |  |  |  |                                                       |  |  |  |
| |                                                              |  |  |  |  |  |  |  |  |                                                       |  |  |  |
| |                                                              |  |  |  |  |  |  |  |  |                                                       |  |  |  |
| | 12. Friedrich VI, Phiên địa Bá tước xứ Baden-Durlach         |  |  |  |  |  |  |  |  |                                                       |  |  |  |
| |                                                              |  |  |  |  |  |  |  |  |                                                       |  |  |  |
| |                                                              |  |  |  |  |  |  |  |  |                                                       |  |  |  |
| |                                                              |  |  |  |  |  |  |  |  |                                                       |  |  |  |
| | 6. Friedrich VII, Phiên địa Bá tước xứ Baden-Durlach         |  |  |  |  |  |  |  |  |                                                       |  |  |  |
| |                                                              |  |  |  |  |  |  |  |  |                                                       |  |  |  |
| |                                                              |  |  |  |  |  |  |  |  |                                                       |  |  |  |
| |                                                              |  |  |  |  |  |  |  |  |                                                       |  |  |  |
| | 13. Christine Magdalena xứ Pfalz-Zweibrücken                 |  |  |  |  |  |  |  |  |                                                       |  |  |  |
| |                                                              |  |  |  |  |  |  |  |  |                                                       |  |  |  |
| |                                                              |  |  |  |  |  |  |  |  |                                                       |  |  |  |
| |                                                              |  |  |  |  |  |  |  |  |                                                       |  |  |  |
| | 3. Albertina Friederike xứ Baden-Durlach                     |  |  |  |  |  |  |  |  |                                                       |  |  |  |
| |                                                              |  |  |  |  |  |  |  |  |                                                       |  |  |  |
| |                                                              |  |  |  |  |  |  |  |  |                                                       |  |  |  |
| |                                                              |  |  |  |  |  |  |  |  |                                                       |  |  |  |
| | 14. Friedrich III, Công tước xứ Holstein-Gottorp (=8)        |  |  |  |  |  |  |  |  |                                                       |  |  |  |
| |                                                              |  |  |  |  |  |  |  |  |                                                       |  |  |  |
| |                                                              |  |  |  |  |  |  |  |  |                                                       |  |  |  |
| |                                                              |  |  |  |  |  |  |  |  |                                                       |  |  |  |
| | 7. Augusta Maria xứ Holstein-Gottorp                         |  |  |  |  |  |  |  |  |                                                       |  |  |  |
| |                                                              |  |  |  |  |  |  |  |  |                                                       |  |  |  |
| |                                                              |  |  |  |  |  |  |  |  |                                                       |  |  |  |
| |                                                              |  |  |  |  |  |  |  |  |                                                       |  |  |  |
| | 15. Maria Elisabeth xứ Sachsen (=9)                          |  |  |  |  |  |  |  |  |                                                       |  |  |  |
| |                                                              |  |  |  |  |  |  |  |  |                                                       |  |  |  |
| |                                                              |  |  |  |  |  |  |  |  |                                                       |  |  |  |